# マリマリゾンビ
『マリマリゾンビ』は、渡辺電機(株)による日本の漫画。『漫画アクション』（双葉社）にて、2005年5月3日号から2006年6月6日号まで連載され、単行本は全1巻が発売されている。作者によると打ち切りとのこと。
ストーリーとしては某大学のサークルにおける何気ない非日常を描いた作品となっている。

## 主な登場人物
原和田志郎
大学の新1年生。いきなりマリに轢殺されてゾンビとして蘇り、そのまま人類研究部へ入部。ゾンビなので不死の力を持つが、スイッチを切られると死ぬ。スイッチを入れなおせば復活する。風呂の湯に溶け込むも復活する。名称の由来は死霊のはらわた。
麻利マリ
人類研究部部長。どうやら人間ではないらしい。
醤あれぢ
人類研究部副部長。猫娘。
佐丹むつみ
人類研究部渉外。死神の鎌を持ち、魂を狩っている。名称の由来はサタンと666から。
安奈どみの
人類研究部会計。メイドロボ。壊れた原和田を瞬時に組み直す能力を持つ。名称の由来はベルギーのレコードレーベルであるクレプスキュールなどで活躍した歌手のアンナ・ドミノ。
ゴアゴア
マリに脳みそにチップを埋め込まれ、喋れるようになった犬。アル中。性欲だけは一人前。愛読書は週刊大衆。
聡子
大学の学生自治会執行部副会長。無許可で活動をする人類研究部を目の敵にし、様々な工作をするが…。タリーズコーヒー吉祥寺店の客がモデル。